# Aeroportul Strahan
Aeroportul Strahan (IATA: SRN, ICAO: YSRN) este un aeroport din Tasmania, Australia ce deservește zona West Coast⁠(d).
Situat la o altitudine de 22 m, aeroportul dispune de o singură pistă. Este operat de West Coast Council⁠(d).